# Stražbenica (Petrinya)
Stražbenica falu Horvátországban, Sziszek-Monoszló megyében. Közigazgatásilag Petrinyához tartozik.

## Fekvése
Sziszek városától légvonalban 13, közúton 20 km-re délre, községközpontjától légvonalban 11, közúton 16 km-re délkeletre a Báni végvidék középső részén, Petkovci és Madžari között, a Kamenitovac-patak feletti magaslaton fekszik.

## Története
1683 és 1699 között a felszabadító harcokban a keresztény seregek kiűzték a térségből a törököt és a török határ az Una folyóhoz került vissza. 1697 körül a Turopolje, a Szávamente, a Kulpamente vidékéről és a Banovina más részeiről előbb horvát katolikus, majd a 18. században több hullámban Közép-Boszniából, főként a Kozara-hegység területéről és a Sana-medencéből pravoszláv szerb családok települtek le itt. Az újonnan érkezettek szabadságjogokat kaptak, de ennek fejében határőr szolgálattal tartoztak. El kellett látniuk a várak, őrhelyek őrzését és részt kellett venniük a hadjáratokban. 1696-ban a szábor a bánt tette meg a Kulpa és az Una közötti határvédő erők parancsnokává, melyet hosszas huzavona után 1704-ben a bécsi udvar is elfogadott. Ezzel létrejött a Báni végvidék (horvátul Banovina), mely katonai határőrvidék része lett. 1745-ben megalakult a Petrinya központú második báni ezred, melynek fennhatósága alá ez a vidék is tartozott.
A település 1773-ban az első katonai felmérés térképén „Dorf Strazbenicza” néven szerepel. 1806-ban „Sztrazbenicza” néven említik. A katonai határőrvidék megszűnése után Zágráb vármegye Petrinyai járásának része volt. 1857-ben 151, 1910-ben 277 lakosa volt. A 20. század első éveiben a kilátástalan gazdasági helyzet miatt sokan vándoroltak ki a tengerentúlra. 1918-ban az új szerb-horvát-szlovén állam, majd később Jugoszlávia része lett. A második világháború idején a Független Horvát Állam része volt. A háború után a béke időszaka köszöntött a településre. Enyhült a szegénység és sok ember talált munkát a közeli városokban. A délszláv háború előestéjén csaknem teljes lakossága (90%) szerb nemzetiségű volt. A falu 1991. június 25-én a független Horvátország része lett, de szerb lakossága a Krajinai Szerb Köztársasághoz csatlakozott. A falut 1995. augusztus 6-án a Vihar hadművelettel foglalta vissza a horvát hadsereg. A szerb lakosság többsége elmenekült. 2011-ben 9 lakosa volt.

## Népesség
| Lakosság változása | Lakosság változása | Lakosság változása | Lakosság változása | Lakosság változása | Lakosság változása | Lakosság változása | Lakosság változása | Lakosság változása | Lakosság változása | Lakosság változása | Lakosság változása | Lakosság változása | Lakosság változása | Lakosság változása | Lakosság változása |
| ------------------ | ------------------ | ------------------ | ------------------ | ------------------ | ------------------ | ------------------ | ------------------ | ------------------ | ------------------ | ------------------ | ------------------ | ------------------ | ------------------ | ------------------ | ------------------ |
| 1857               | 1869               | 1880               | 1890               | 1900               | 1910               | 1921               | 1931               | 1948               | 1953               | 1961               | 1971               | 1981               | 1991               | 2001               | 2011               |
| 151                | 175                | 173                | 195                | 232                | 277                | 243                | 258                | 176                | 185                | 163                | 147                | 145                | 126                | 17                 | 9                  |